# Vizsoly
Vizsoly är en ort (by) i provinsen Borsod-Abaúj-Zemplén i nordöstra Ungern. Orten har 880 invånare (2024), på en yta av 18,40 km². Den ligger cirka 44,5 kilometer nordost om Miskolc.